# Neozelandeses
Os neozelandeses, conhecidos coloquialmente como kiwis, são os cidadãos da Nova Zelândia. O país é uma sociedade multiétnica, lar de diferentes pessoas de diferentes origens nacionais. Originalmente abrangendo apenas os maoris, a formação étnica da sociedade foi dominada por boa parte dos séculos XIX e XX pelos [neozelandês de ascendência europeia, principalmente de origem britânica e irlandesa, com pequenas porcentagens e outras ancestralidades europeias, como franceses, holandeses, escandinavos e eslavos meridionais. A Nova Zelândia tem uma população residente estimada em cerca de 4,37 milhões de habitantes, de acordo com estatística de agosto de 2010.
Atualmente, a configuração étnica da população está passando por um processo de mudança, com novas ondas de imigração, taxas de natalidade mais altas e uma crescente miscigenação e um aumento nos números de casamentos interraciais, o que tem resultado numa maior taxa de crescimento dos neozelandeses de ascendência maori, asiática e das ilhas do Pacífico do que dos de origem europeia, e que segundo as projeções formarão uma parcela maior da população no futuro.
Embora a maior parte dos neozelandeses viva na Nova Zelândia, existe também uma significativa comunidade de expatriados vivendo em outros países, estimada em 2001 como mais de 460 mil indivíduos, ou cerca de 14% do total internacional de neozelandeses. Destes 360 mil, ou mais de três quartos da população de neozelandeses que vive fora do país, vivem na Austrália. Outras comunidades de neozelandeses no estrangeiro estão concentradas em outros países anglófonos, mais especificamente no Reino Unido, Estados Unidos e Canadá.